# Andreas Schlüter
Andreas Schlüter (20. květen 1664, Hamburk – květen 1714, Petrohrad) byl německý barokní sochař a architekt, první německý sochař řazený k pozdnímu baroku.
Detaily o mládí sochaře jsou zamlženy, i kvůli tomu, že z tohoto období jsou zdokumentovány nejméně tři lidé se stejným jménem a historici si nejsou jisti, který z nich byl budoucí sochař a architekt. Nejdůvěryhodněji vypadá, že se narodil v Hamburku a že byl synem sochaře Gerharta Schlütera. Právě sochařské řemeslo otce je hlavním vodítkem. Poté jeho stopy nacházíme v Danzigu a v letech 1689–1893 ve Varšavě, kde se podílel na stavbě a výzdobě Kraszinského paláce. Jasněji v jeho životopise začíná být od chvíle, kdy byl roku 1694 povolán do Berlína, na pruský dvůr Fridricha III. Jeho prvním velkým dílem pro panovníka byla jeho socha vztyčená roku 1697 v Königsbergu (dnes Kaliningrad). Následovala socha Fridricha Viléma z roku 1703, která se dnes nachází na zámku Charlottenburg. V letech 1698–1706 Schlüter zdobil královský palác v Berlíně (většina byla zničena za druhé světové války), budovu starého poštovního úřadu, která však byla zbořena roku 1889, a zbrojnice. Právě jen sochařská výzdoba zbrojnice se zachovala. K jeho známým venkovním sochám z té doby patří jezdecká socha Velkého kurfiřta. Konec Schlüterovy slávy v Berlíně znamenalo až neštěstí, kdy se zhroutila jím navržená věž Mint, stojící vedle královského paláce, neprozřetelně postavená na příliš písčité půdě. Schlüter byl sice vzápětí, roku 1713, pozván carem Petrem I. Velikým do Petrohradu, aby ve svém díle pokračoval, avšak za nejasných okolností zhruba rok poté zemřel.